# الجبهة الشعبية الجديدة
الجبهة الشعبية الجديدة هو تحالف انتخابي يساري فضفاض في فرنسا. أعلن عن تشكيله بهدف خوض الانتخابات التشريعية الفرنسية لسنة 2024 بتاريخ 10 يونيو عام 2024، وذلك عقب المكاسب التي حققتها الأحزاب اليمينية المتطرفة في انتخابات البرلمان الأوروبي لسنة 2024 في فرنسا. تقف الجبهة ضد كل من ائتلاف «معًا»، وهو معسكر إيمانويل ماكرون الرئاسي، بالإضافة إلى حزب التجمع الوطني اليميني المتطرف.
تجمع الجبهة تحت مظلتها كلًا من حزب فرنسا الأبية، والحزب الاشتراكي، وحزب الإيكولوجيين، والحزب الشيوعي الفرنسي، وحزب الأجيال، وحزب الميدان العام، وحزب اليسار الجمهوري والاشتراكي، والحزب الجديد المناهض للرأسمالية، وغيرها من أحزاب وسط اليسار والأحزاب اليسارية، والتي تشكل غالبية الأحزاب السياسية اليسارية في فرنسا. أما الاسم فيستحضر تحالف الجبهة الشعبية المناهض للفاشية، الذي تشكل في فترة ما بين الحربين العالميتين، وذلك على خلفية توحدهم حول الدافع المتمثل في هزيمة حزب التجمع الوطني اليميني المتطرف.
اتفقت الجبهة على تشارك توزع المرشحين والبرنامج السياسي. شمل البرنامج إلغاء قانون إصلاح المعاشات التقاعدية الفرنسي لسنة 2023، وزيادة رواتب القطاع العام واستحقاقات الضمان الاجتماعي، رفع الحد الأدنى للأجور بنسبة 14 بالمئة، وتجميد أسعار المواد الغذائية الأساسية والطاقة. ستمول هذه السياسات من خلال إعادة إقرار ضريبة على الثروة، وإلغاء العديد من الإعفاءات الضريبية الممنوحة للأثرياء، ورفع ضريبة الدخل على أصحاب الدخول العليا. أما بشأن قضايا أخرى، على غرار السياسة الخارجية والتكامل الأوروبي، فتعد سياسات الجبهة أقرب إلى وسط اليسار.
حصلت الجبهة على أكبر عدد من المقاعد في الانتخابات التشريعية لسنة 2024، وحققت غالبية نسبية في الجمعية الوطنية بعد انتخاب 182 عضوًا منها، وذلك بفضل تحريضها على حشد العمالة المنظمة والجمعيات السياسية وقوى المجتمع المدني. وفاز حزب فرنسا الأبية بأكبر عدد من المقاعد بين جميع أحزاب التحالف بواقع 72 مقعدًا.

## خلفية
قبل الانتخابات التشريعية الفرنسية لسنة 2022، بادرت عدة أحزاب يسارية فرنسية إلى تأسيس تحالف الاتحاد الشعبي البيئي والاجتماعي الجديد (نوبس) الانتخابي للاشتراك في خوض الانتخابات ضد حزب التجمع الوطني، بقيادة مارين لوبان، وهو الممثل الرئيسي لسياسة أقصى اليمين في فرنسا، وحزب إلى الأمام، وهو الحزب السياسي للرئيس الفرنسي الحالي إيمانويل ماكرون. فشل التحالف في الاتفاق على تشكيل تجمع برلماني موحد، وذلك رغم تمكنهم من تشكيل الكتلة المعارضة الكبرى. وبصرف النظر عن ذلك، فقد أدى هذا إلى حرمان ماكرون من الاستئثار بالأغلبية في البرلمان الفرنسي. انفض تحالف نوبس في ظل الانقسامات الحاصلة في شهر يونيو من عام 2023.

## التاريخ

### التشكيل
أجريت انتخابات البرلمان الأوروبي لسنة 2024 في فرنسا في يوم 9 يونيو، وأشارت استطلاعات الرأي، المأخوذة عند خروج الناخبين من مراكز الاقتراع، إلى حصول حزب التجمع الوطني على ضعف عدد الأصوات التي حصل عليها حزب النهضة، وهو حزب ماكرون، في ما وصف بالهزيمة الساحقة للرئيس الحالي. حذر الزعماء الرئيسيون لليسار الفرنسي من أن اليمين المتطرف قد أصبح «على أبواب السلطة». لم يشارك تحالف نوبس في الانتخابات تحت قائمة اقتراع واحدة، بل تحت قوائم عديدة، وعاد الحزب الاشتراكي إلى الصدارة بصفته أكبر فصائل اليسار الفرنسي، متفوقًا على حزب فرنسا الأبية، وازداد تمثيل الحزب الاشتراكي من 6% إلى 14%، في حين حصل حزب فرنسا الأبية على 10%. حل ماكرون البرلمان داعيًا إلى عقد انتخابات مبكرة، وذلك ردًا على أدائه الضعيف واستغلالًا للانقسامات التي عاناها اليسار الفرنسي، وتقرر إجراء الجولة الأولى في يوم 30 يونيو، والجولة الثانية في يوم 7 يوليو.
دعا البعض إلى تجديد تحالف نوبس وتشكيل تحالف يساري جديد في أعقاب الإعلان عن عقد انتخابات جديدة، وذلك في خضم الاحتجاجات الفرنسية ضد اليمين المتطرف في عام 2024، بعد أن تفرق شمل الأحزاب الأعضاء نتيجة الخلافات الشخصية والسياسية، بدءًا من الطاقة النووية ووصولًا إلى الحربين في غزة وأوكرانيا. دعا السياسي اليساري فرانسوا روفين جميع الأحزاب اليسارية، بما في ذلك حزب الإيكولوجيين، إلى تشكيل جبهة شعبية. كذلك دعا زعيم الحزب الاشتراكي أوليفييه فور إلى «إنشاء جبهة شعبية ضد اليمين المتطرف»، لكنه استبعد فكرة دخول اليسار في تحالف مع ماكرون وانتقد سياساته.
أعلن عن إنشاء الجبهة الشعبية الجديدة، المعروفة أيضًا باسم الجبهة الشعبية البيئية والاجتماعية في يوم 10 يونيو، وذلك بهدف «إيجاد بديل لإيمانويل ماكرون ومحاربة المشروع العنصري لليمين المتطرف» في الانتخابات المقبلة. شكِل هذا التحالف من أجل الحيلولة دون وصول حزب التجمع الوطني اليميني المتطرف إلى السلطة. وأريد من الاسم استحضار الجبهة الشعبية القديمة التي تشكلت في ثلاثينيات القرن العشرين. ضم التحالف، بالإضافة إلى الأحزاب اليسارية الرئيسية، عدة نقابات عمالية وجماعات مناوئة للعنصرية، والتي اتفقت على قائمة واحدة مشتركة من المرشحين للدخول في الجولة الأولى من الانتخابات، وهو ما جعل اليسار الفرنسي المنافس الأقوى والرئيسي لحزب لتجمع الوطني.

## الانتخابات التشريعية الفرنسية لسنة 2024
في بادئ الأمر، لم تسمي الجبهة مرشحًا محتملًا لمنصب رئاسة الوزراء في حال فوزها في الانتخابات التشريعية. وفي يوم 12 يونيو، أعرب جان لوك ميلنشون عن ثقته في أنه سيصبح رئيسًا للوزراء، ولكنه أضاف أنه لم يفرض أو يستبعد نفسه. وفي يوم 16 يونيو، أبدى استعداده للتنحي حرصًا على تحقيق الوحدة قائلًا: «لن أكون المشكلة أبدًا، إن لم تكونوا تريدوني رئيسًا للوزراء، فلن أكون كذلك». وفي يوم 22 يونيو، أكد ميلنشون تحمله لهذه المسؤولية، قائلًا أنه اتفِق على أن الكتلة البرلمانية الأكبر في الجبهة ستتولى مهمة تقديم مرشح لرئاسة الوزراء. هذا ورفض كل من رافائيل غلاكسمان وكارول ديلغا اختيار ميلنشون كمرشح عن اليسار لمنصب رئاسة الوزراء. وصف كل من حزب الجبهة الوطنية والمعسكر الرئاسي شخصية ميلنشون بالكريهة بعد الخطاب الذي ألقاه الأخير في يوم 22 يونيو.
عارضت عدة أصوات من التحالف هذه الفرضية، ولا سيما فابيان روسيل، وكليمنتين أوتين، وفرانسوا أولاند، ومارين توندولييه، معتبرين أن ميلنشون لم يكن شخصيةً موحدةً بما فيه الكفاية. وفي يوم 24 يونيو، قال ميلنشون أنه ليس مرشحًا، ولكنه أضاف أن رئيس الوزراء سينتمي إلى حزب فرنسا الأبية. وفي يوم 25 يونيو، قال فرانسوا روفين أن ميلنشون مثل عائقًا بالنسبة للجبهة. وأعرب كل من روفين وروسيل عن استعدادهما لتحمل هذه المسؤولية. قالت فاليري رابو، وهي نائبة رئيس الجمعية الوطنية، أنها تحبذ ترشح امرأة للمنصب، وأشارت إلى كارول ديلغا، وكليمنتين أوتين، ونفسها. كذلك اقترح غلاكسمان، وساندرين روسو ترشيح الرئيس السابق للكونفدرالية الديمقراطية الفرنسية للعمل لوران بيرجير. وفي يوم 22 يونيو، أظهر استطلاع للرأي أجرته مؤسسة ليجيتراك عبر هيئة أوبينيون واي فاي سوليس لصالح ليزيكو وراديو كلاسيك أنه، وفي حال فوز الجبهة، فإن الفرنسيين يحبذون أن يكون رئيس الوزراء من الحزب الاشتراكي (بنسبة 44 بالمئة)، بدلًا من حزب فرنسا الأبية (بنسبة 25 بالمئة).
أظهرت استطلاعات الرأي التي أجريت بعد تأسيسها أن نسبة الناخبين المحتملين الذين من المرجح أن يدعموا الجبهة تراوحت ما بين 25% إلى 28%، وهي أقل من الـ31% التي حصل عليها حزب التجمع الوطني، ولكنها متقدمة على ماكرون وحلفائه الذين لم تتجاوز نسبة دعمهم الـ20%. كذلك أظهر استطلاع للرأي أجراه المعهد الفرنسي للرأي العام (إيفوب) في منتصف شهر يونيو حالة من الجمود، إذ حصلت الجبهة على 29 بالمئة، خلف التجمع الوطني الذي حصل على 34 بالمئة، والمعسكر الرئاسي الذي حصل على 22 بالمئة.